# Cudowna podróż (film 1955)
Cudowna podróż (ros. Заколдованный мальчик, Zakołdowannyj malczik) – radziecki średniometrażowy film animowany z 1955 roku w reżyserii Władimira Połkownikowa i Aleksandry Snieżko-Błockiej. Film jest adaptacją powieści pod tym samym tytułem autorstwa Selmy Lagerlöf.
W filmie połączono dramatyzm, emocjonalność, humor i liryzm. Dzieło scenarzysty Michaiła Wolpina, artystów Lwa Milczina, Roman Kaczanowa, Grażyny Braszyszkitie, kompozytora Władimira Jurowskiego oraz aktorów Walentiny Spierantowej, Anatolija Kubackiego i Erasta Garina.

## Fabuła
W małej szwedzkiej wiosce mieszka chłopak imieniem Nils. Pewnego dnia, pod nieobecność rodziców w jego domu pojawia się gnom. Nils postanawia wykorzystać Gnoma do rozwiązywania zadanych mu w szkole rachunków matematycznych oznajmiając przy tym, że go uwolni. Gnom jest oburzony zachowaniem chłopca. Po odzyskaniu wolności zmienia Nilsa w małego gnoma. Od tej chwili zaczynają się przygody chłopca. Przelatujące stado gęsi, w którym Nils rozpoznaje swego przyjaciela, gąsiora ze stada swojej matki, Marcina, zabiera go ze sobą do Laponii. Na drugi dzień, do odpoczywających gęsi skrada się lis i porywa gąsiora. Nils biegnie mu na ratunek. W podzięce wódz stada pozwala Nilsowi wędrować ze stadem dalej na północ. Zanim jednak chłopak wróci do domu, czeka go wiele niesamowitych i niebezpiecznych przygód.

## Animacja
Fiodor Chitruk, Tatjana Taranowicz, Lew Pozdniejew, Boris Czani, Boris Butakow, Giennadij Nowożyłow, Igor Podgorski, Rienata Mirienkowa, Faina Jepifanowa, Konstantin Czikin, Władimir Krumin, Wadim Dołgich, Lew Popow, Boris Miejerowicz

## Obsada głosowa
- Walentina Spierantowa jako Nils
- Anatolij Kubacki jako gnom
- Erast Garin jako Marcin
- Gieorgij Wicyn jako Rozenbom
- Siergiej Martinson jako szczur
- Gieorgij Millar jako gęś

## Wersja polska
Wersja polska: Studio Opracowań Filmów w Warszawie

Reżyseria: Seweryn Nowicki

Operator dźwięku: Zdzisław Siwecki

Udział wzięli:
- Andrzej Nowicki jako Nils
- Lech Ordon jako Marcin
- Jan Kurnakowicz jako Gnom
- Seweryna Broniszówna jako Akka z Kebnekaise

Źródło: